# Soufiane Haddi
Soufiane Haddi (nascido em 2 de fevereiro de 1991) é um ciclista marroquino. Nos Jogos Olímpicos de Verão de 2012 em Londres, competiu na prova de estrada individual, no entanto, ele não terminou a corrida.